# Suzann Pettersen
Suzann Pettersen, född 7 april 1981 i Oslo i Norge, är en norsk golfspelare, som mestadels spelar på LPGA-touren i USA samt på Ladies European Tour. Hon blev professionell i september år 2000. 2001 vann hon damernas franska öppna, medan hon 2007 segrade i Michelob ULTRA Open at Kingsmill, och LPGA Championship, den senare titeln innebar att en majortitel för första gången togs hem till Norge.
| Majorsegrare genom tiderna                                                                                        |                |                  |      |               |
| 100 olika spelare har vunnit i damernas majortävlingar. Suzann Pettersen var den 90:e spelaren som vann en major. |                |                  |      |               |
| 1:a | 89:e           | 90:e             |      | 100:e         |
| Mrs. Lee Mida | Morgan Pressel | Suzann Pettersen | [[]] | Paula Creamer |
| Lista över golfens majorsegrare                                                                                   |                |                  |      |               |

### Fotnoter
1. ↑  ”Historisk norsk golfseger” (på svenska). Dagens nyheter. 12 juni 2007. http://www.dn.se/arkiv/sport/historisk-norsk-golfseger/. Läst 28 maj 2017.